# Izbylut
Izbylut, Izbelut – staropolskie imię męskie, złożone z dwóch członów: Izby- („zbyć się, pozbyć się”) i -lut („srogi, ostry”). Mogło oznaczać „tego, który pozbył się srogości”.
Izbylut imieniny obchodzi 29 maja.